# Peñas
Peñas är en ort i Bolivia.   Den ligger i departementet La Paz, i den västra delen av landet, 500 km nordväst om huvudstaden Sucre. Peñas ligger 4 302 meter över havet och antalet invånare är 439.
Terrängen runt Peñas är kuperad åt nordost, men åt sydväst är den platt. Peñas ligger uppe på en höjd. Runt Peñas är det ganska glesbefolkat, med 43 invånare per kvadratkilometer.. Närmaste större samhälle är Batallas, 6,6 km sydväst om Peñas.
Trakten runt Peñas består i huvudsak av gräsmarker.